# Yannick Texier
Pour les articles homonymes, voir Texier.
Yannick Texier est un homme politique français, membre de l'UMP, né le 20 mai 1948.

## Biographie
Géomètre de profession, Yannick Texier est élu maire de Sixt-sur-Aff en 1995, succédant à Claude Grimaud qui l'avait été de 1971 à 1995. À la suite des élections municipales de 2001, Yannick Texier est réélu. Il est élu parallèlement vice-président de Pipriac communauté.
Il devient sénateur sénateur d'Ille-et-Vilaine le 29 août 2003, lorsqu'il succède à Patrick Lassourd, décédé en cours de mandat, dont il était suppléant.
Yannick Texier ne sollicite pas un nouveau mandat de maire en mars 2008. Il reste toutefois conseiller municipal de sa commune jusqu'en mars 2014.
Par décret du 6 mars 2012, Yannick Texier est nommé membre du Conseil économique, social et environnemental (CESE) pour 2 ans, dans la section de l'aménagement durable des territoires.

## Mandats électoraux
Sénateur
- 29/08/2003 - 30/09/2008 : Sénateur d'Ille-et-Vilaine; Membre de la commission des affaires économiques.

Conseiller communautaire
- 18/06/1995 - 16/03/2001 : Membre du bureau de Pipriac communauté; élu vice-président.
- 18/03/2001 - 16/03/2008 : Membre du bureau de Pipriac Communauté; élu vice-président.
- 09/03/2008 - 31/12/2013 : Membre du bureau de Pipriac Communauté; conseiller communautaire.

Conseiller municipal / Maire
- 20/03/1977 - 06/03/1983 : Conseiller Municipal de Sixt-sur-Aff.
- 20/03/1983 - 19/03/1989 : 1er adjoint au maire de Sixt-sur-Aff.
- 19/03/1989 - 16/06/1995 : 1er adjoint au maire de Sixt-sur-Aff.
- 16/06/1995 - 11/03/2001 : Maire de Sixt-sur-Aff.
- 11/03/2001 - 09/03/2008 : Maire de Sixt-sur-Aff.
- 09/03/2008 - 23/03/2014 : Conseiller municipal de Sixt-sur-Aff; Maire honoraire (2008).